# Boltenberg
Boltenberg ist eine Ortslage in der bergischen Großstadt Wuppertal.

## Lage und Beschreibung
Boltenberg liegt auf einer Höhe von 164 m ü. NHN im Westen des heutigen Wohnquartiers Zoo im Stadtbezirk Elberfeld-West. Benachbarte Ortslagen sind Sonnborn, Oben vorm Steeg, Unten vorm Steeg, Hammerstein, Pickartsberg, Hülsen und die Untere Rutenbeck.
„Der Boltenberg“ steht seit den 1900er Jahren als Bezeichnung für das Villenviertel südlich von Sonnborn. Der Haltepunkt Wuppertal-Boltenberg, an der einspurigen stillgelegten Eisenbahnstrecke „Cronenberger Samba“, ist nach Boltenberg benannt.

## Geschichte
Der Ort ist aus einem Hof hervorgegangen, der bereits 1496 urkundlich erwähnt wurde und bis mindestens 1522 zum Höfeverband der Sonnborner Kirche gehörte. 1582 ist die Zugehörigkeit zum Höfeverband Elberfeld belegt, der ein Allod des Kölner Erzstifts war und sich im Amt und Kirchspiel Elberfeld befand.
1815/16 ist der Ort ohne Bewohner dokumentiert. Auf der Topographischen Aufnahme der Rheinlande von 1824 ist die Ortslage mit „Lemersbg“ beschriftet. Auf der Urkasterkarte von 1826 im Flur VII und SI als „Boltenbergs Hof“.
1832 gehörte Boltenberg zur Pickartsberger Rotte des ländlichen Außenbezirks des Kirchspiels Elberfeld. Der laut der Statistik und Topographie des Regierungsbezirks Düsseldorf als Ackergut kategorisierte Ort wurde als Am Läumersberg bezeichnet und besaß zu dieser Zeit zwei Wohnhäuser und fünf landwirtschaftliche Gebäude. Zu dieser Zeit lebten drei Einwohner im Ort, davon alle evangelischen Glaubens.

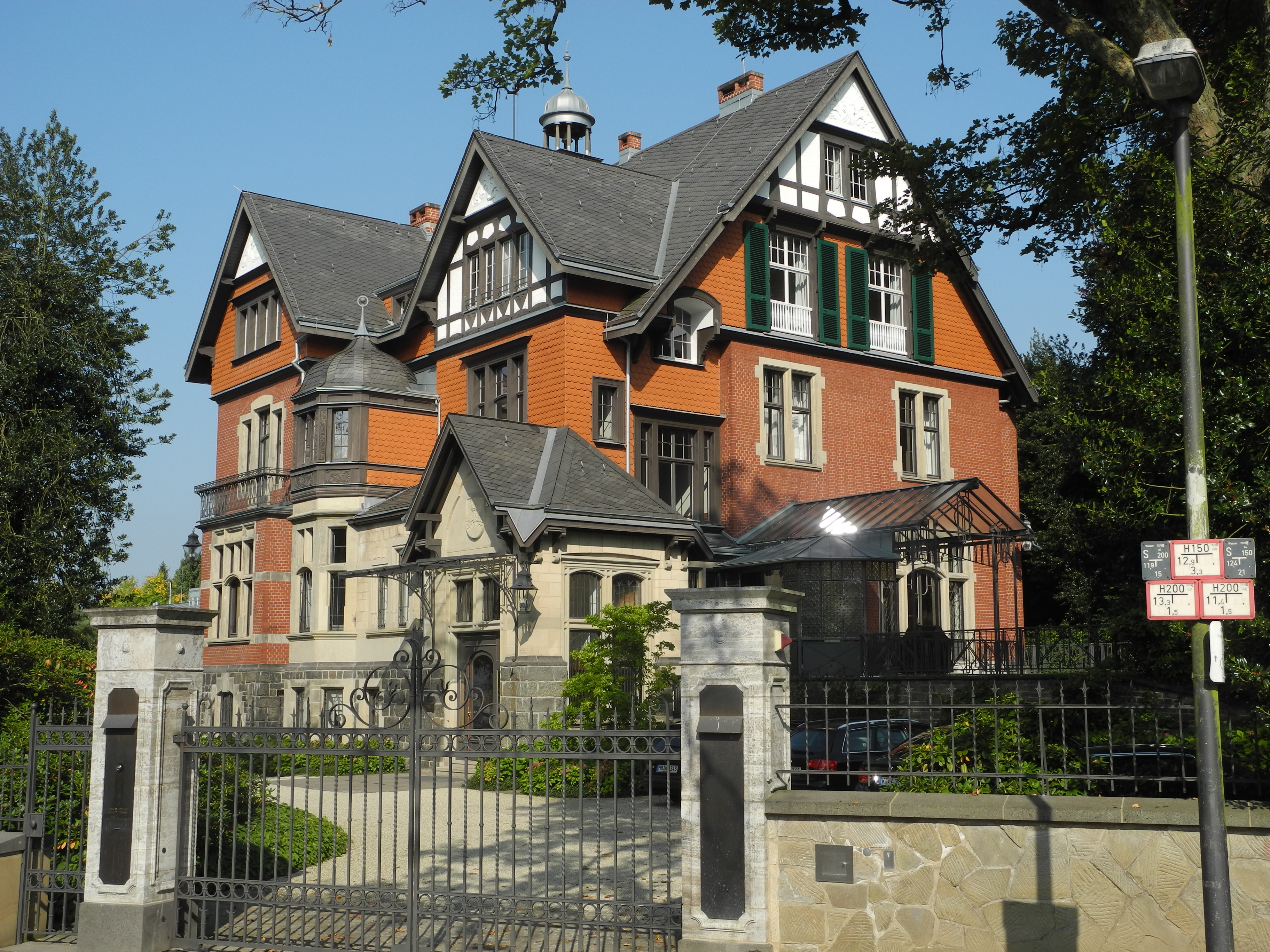
Die Villa Baum (auch „Villa Boltenberg“)

Auf der Karte von 1843 ist die Ortslage als Boltenbg bezeichnet, auf späteren Karten als Boltenberg. Das Katasterblatt von 1866 nennt Peter Benninghoven als Besitzer des Gutes. Drei Jahre später, 1869, gehörte der Hof der Witwe Jacob Erlenbruch aus Sonnborn, die im gleichen Jahr das Gut an Hugo Baum verkaufte. Baum ließ auf dem Gelände eine Sommervilla im Schweizer Stil mit einem größeren Garten erbauen. 1876 erwarb Hugo Baum die benachbarten Güter Pickartsberg und Hülsen.
1882 kaufte Maria Baum geborene Blank ihrem Schwager die Villa Boltenberg ab. Nicht bebaute Flächen aus dem Besitz Baums wurden von der Firma Wilhelm Boeddinghaus & Co. übernommen. Maria Baum bewohnte im Sommer die Villa mit ihren Kindern und Enkelkindern bis zu ihrem Tode 1888. Boltenberg wurde dann an die beiden Kinder Selma Boeddinghaus geborene Baum und Gustav Baum vererbt und verblieb im gemeinsamen Besitz bis 1902.
Um 1900 ließ die Firma Wilhelm Boeddinghaus & Co. das Gelände um den Boltenberg durch Straßen erschließen. Die neue Straße führt, von Sonnborn kommend, in einem großen Bogen um Boltenberg herum. Die Geschwister Baum erwarben am 4. Dezember 1900 das Gelände zwischen der Villa Boltenberg und der neuen Straße und ließen es, „neue Anlage“ genannt, gärtnerisch gestalten. 1902 wurde das Gelände unter den Geschwistern geteilt, das eigentliche Boltenberg mit der Villa erhielt Gustav Baum. Selma Boeddinghaus erhielt das 1900 erworbene östliche Gelände.
Ab April 1902 bis September 1903 wurde die alte Villa Boltenberg im Schweizerstil durch eine größere Villa ersetzt. Heinrich Plange war der Architekt der neuen Villa Baum (auch Villa Boltenberg) im englischen Landhausstil. Nach dem Tode Gustav Baums bewohnte der einzige Sohn Gustav Baum jr. mit seiner Gattin Emmy geborene Schlieper die Villa ab Mai 1932.